# Amore e mistero
Amore e mistero (Secret Agent), conosciuto in Italia anche con il titolo L'agente segreto, è un film del 1936 diretto da Alfred Hitchcock.
Nel 1936 è stato indicato tra i migliori film stranieri dell'anno dal National Board of Review of Motion Pictures.

## Trama
10 maggio 1916. Lo scrittore britannico Edgar Brodie è morto al fronte, secondo le notizie della stampa, e si stanno celebrando i suoi funerali. In realtà egli è vivo ed è ingaggiato da "R" funzionario del Foreign Office come agente segreto da inviare in Svizzera con la falsa identità di Richard Ashenden. Il suo compito è quello di uccidere una spia nemica per preservare gli interessi britannici nella crisi del Medio Oriente. In Svizzera all'hotel Excelsior incontra un collega soprannominato "il generale” e un'altra collaboratrice, Elsa, che fingerà di essere sua moglie. La donna è corteggiata da un elegante e cortese ammiratore di nome Marvin.
Ashenden e il generale trovano uno dei loro informatori ucciso in una chiesa. Nel pugno stringe un bottone, certamente dell'assassino. Il proprietario del bottone pare essere un turista inglese, Caypor, con una moglie tedesca. Convinti che si tratti della spia, decidono di attirarlo in una trappola mortale. Purtroppo, quando è ormai troppo tardi, sono informati che la spia è viva e non era Caypor. Elsa è tormentata dal rimorso e combattuta fra l'amore che nutre per Ashenden e la condanna morale della loro missione.
Ashenden, altrettanto scosso, prepara una lettera di dimissioni, ma il generale ha individuato una nuova pista. Una fabbrica di cioccolato nelle vicinanze viene utilizzata dai nemici tedeschi come cellula cospirativa. I due uomini compiono un sopralluogo nel sito, poi fuggono inseguiti dalla polizia, ma hanno ricevuto un'informazione preziosa: è Marvin la spia.
Elsa intanto, delusa e ignara, parte con Marvin su un treno diretto in Turchia. Ashenden e il generale in un emozionante inseguimento riescono a salire anch'essi sul treno.
Il treno è attaccato da un aereo britannico e deraglia. Marvin è ferito gravemente, ma poco prima della morte spara e uccide il generale. Elsa e Brodie, rinnegato Ashenden, ritornano in Inghilterra e abbandonano per sempre il lavoro di spionaggio.

## Produzione

### Soggetto
Il film di Alfred Hitchcock è basato su due racconti, The Traitor e The Hairless Mexican, della serie Ashenden o l'agente inglese di William Somerset Maugham, ispirata alla diretta esperienza dello scrittore nei servizi segreti durante la prima guerra mondiale, e da una commedia di Campbell Dixon che è a sua volta un adattamento di questa raccolta.
Non c'è riferimento all'omonimo romanzo di Joseph Conrad (1907), dal quale Hitckcock ha invece tratto, sempre nel 1936, il film Sabotaggio.

### Sceneggiatura
Hitchcock e Ivor Montagu incominciarono ad elaborare un primo trattamento del soggetto preparato da Campbell Dixon; con Charles Bennet abbozzarono la sceneggiatura.

### Cast
Nella parte della spia riluttante il regista scelse il famoso attore di teatro John Gielgud che riuscì a convincere presentandogli il personaggio come "un Amleto contemporaneo". Per il ruolo della protagonista femminile fu scelta Madeleine Carroll, che già aveva interpretato quello di Pamela ne Il club dei trentanove. Il terzo collaboratore delle spie fu interpretato da Peter Lorre, il "cattivo" de L'uomo che sapeva troppo del 1934.

### Riprese
La lavorazione del film iniziò l'ultima settimana dell'ottobre 1935.

## Distribuzione

### Prima
La prima del film si tenne il 14 maggio 1936.

### Critica
Il film, il terzo di una trilogia di film di spionaggio, dopo L'uomo che sapeva troppo del 1934 e Il club dei 39, non ebbe il successo degli altri due.
Hitchcock stesso indica alcuni motivi dell'insuccesso: aver presentato come protagonista un personaggio che deve portare a termine un compito ripugnante con cui lo spettatore non può identificarsi; aver giocato troppo con l'ironia della sorte che fa assassinare un innocente turista scambiato erroneamente per spia.
Rohmer e Chabrol riconoscono al film indubbie qualità, come quella di aver presentato la spia nelle vesti di "un giovane affascinante, pieno di delicate attenzioni, tanto più pericoloso quanto più è simpatico", e la presenza di tratti hitchcockiani dei più avvincenti in sequenze memorabili, la sequenza dell'organista la cui morte si indovina per il suono prolungato di un'unica nota, la sequenza della fabbrica di cioccolato; ma "volendo alzare il tono, volendo aggiungere qualcosa in più", ha finito per spezzare l'armonia: "era impossibile modificare il perfetto dosaggio del film precedente senza sbilanciare l'opera".